# Erythrogonia notatula
Erythrogonia notatula är en insektsart som beskrevs av Melichar 1926. Erythrogonia notatula ingår i släktet Erythrogonia och familjen dvärgstritar. Inga underarter finns listade i Catalogue of Life.